# St. Martin (Schmidtheim)

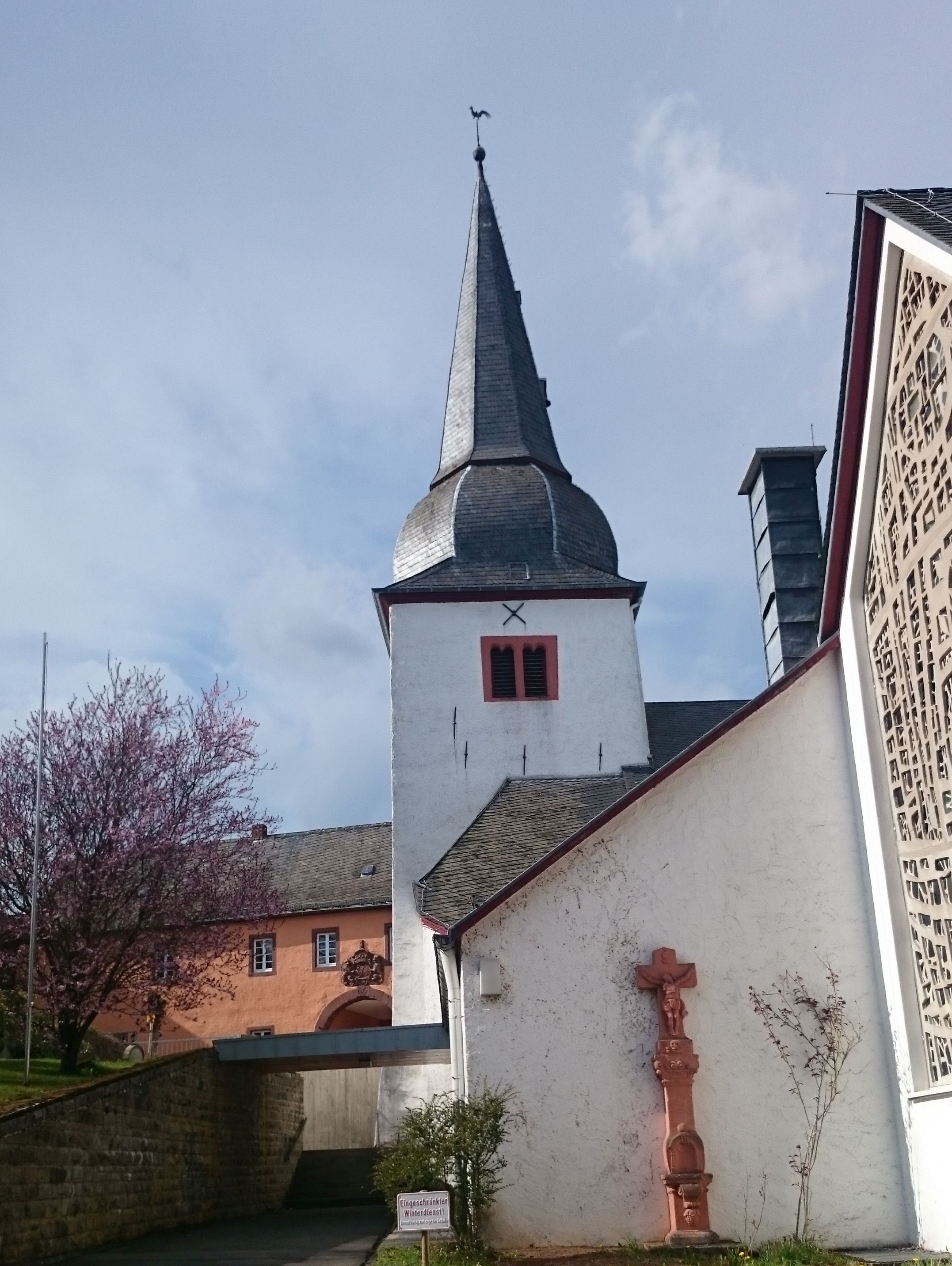
Schloss und Pfarrkirche

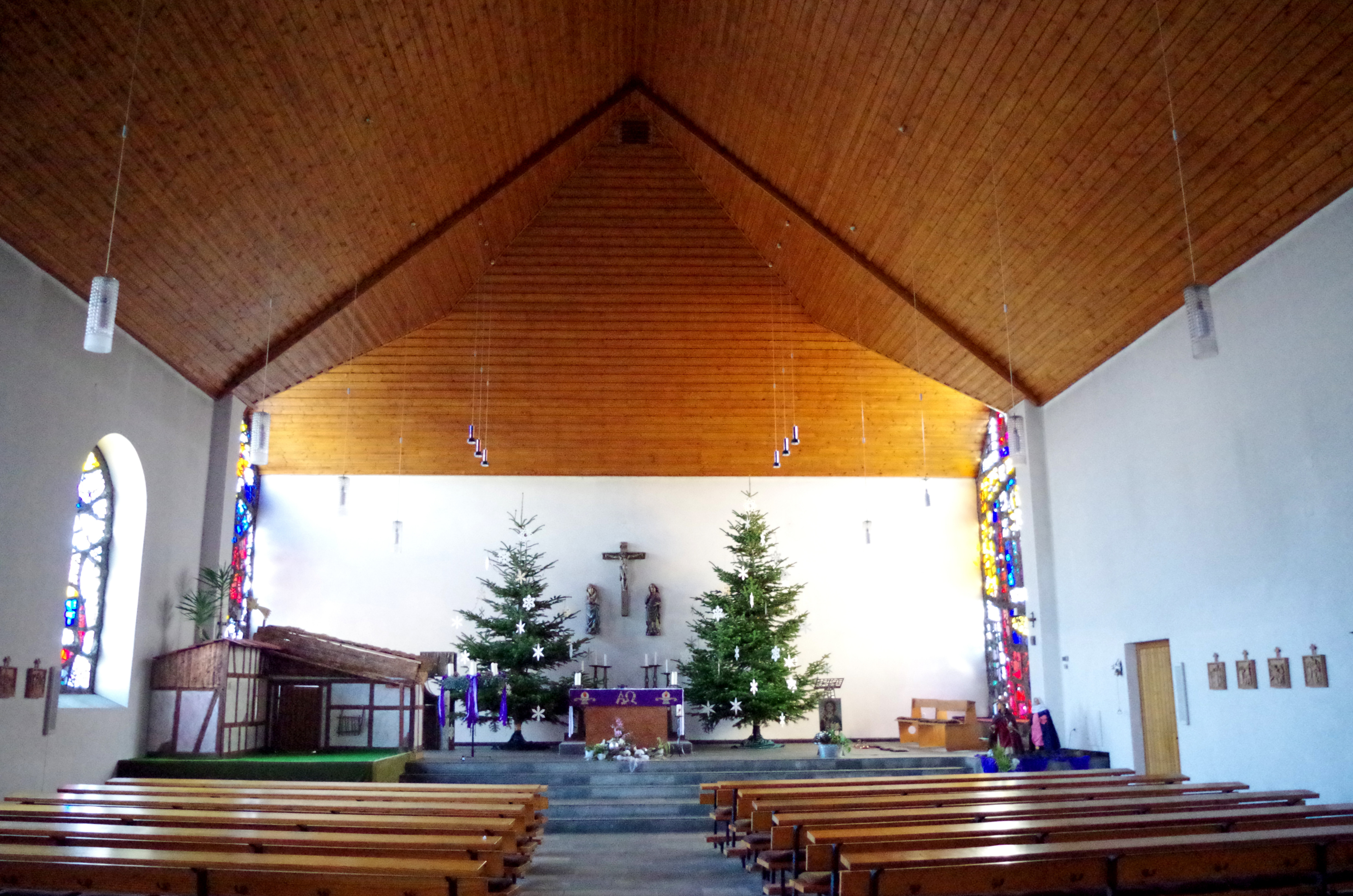
Kirchenschiffanbau von 1964/65

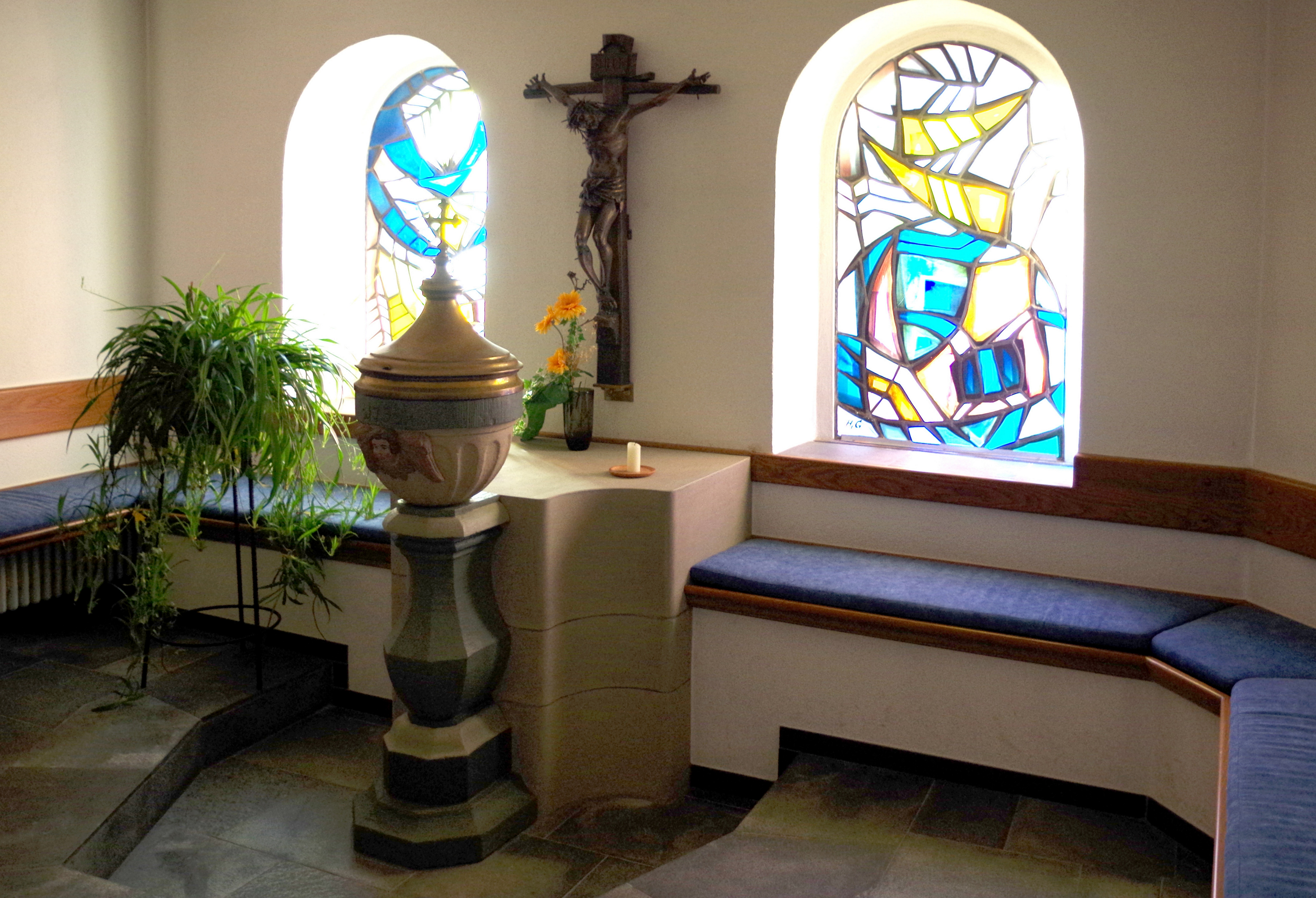
Kapelle mit Taufstein von 1792

St. Martin ist die römisch-katholische Pfarrkirche des Ortsteils Schmidtheim der Gemeinde Dahlem im Kreis Euskirchen (Nordrhein-Westfalen).
Das Gotteshaus ist als Baudenkmal unter Nummer 77 in die Liste der Baudenkmäler in Dahlem (Nordeifel) eingetragen.

## Geschichte
Die heutige Schmidtheimer Kirche geht auf das 12. Jahrhundert zurück. Aus dieser Zeit ist noch der romanische Glockenturm erhalten. Das alte, vermutlich romanische, Kirchenschiff wurde zwischen 1720 und 1722 durch eine Saalkirche mit dreiseitig geschlossenem Chor im Baustil des Barock ersetzt. In diese Zeit fällt wohl auch die Errichtung der geschweiften barocken Kirchturmspitze.
In den Jahren 1964 und 1965 wurde an das Gotteshaus ein wesentlich größerer Erweiterungsbau an die Südwand angebaut. Die Weihe der neuen Kirche erfolgte am 1. Juli 1967 durch den Aachener Bischof Johannes Pohlschneider.

## Ausstattung
Im Innern befinden sich ein Taufstein aus dem Jahr 1792, ein Relief des hl. Martin von Tours des Aachener Bildhauers Josef Jansen und der frühere Hochaltar der neuen Kirche aus dem Jahr 1967. Heute dient er als Nebenaltar. Die Fenster des Altbaus sind Werke des Künstlers Wilhelm de Graaf (1912–1975) aus dem Jahr 1951 und die Fenster im Neubau schuf Heinrich Geuer 1965.

## Historische Grabmonumente
- Grabplatte für Margaretha von Harff, Inschrift: "AN(N)O DO(MINI) 1617 DIE 20 IVLY OBYT NOBILIS / ET RARA PIETATE IN DEVM AC CHARITATE / IN PROXIMVM DOMINA MARGARETA AB HARF(F) / FILIA QVONDAM DOMINI IN DRINBORN / DOMINA IN SCHMID(T)HEIM NOBILIS AC / GENEROSI VIRI RAEINOLD BEISSEL A / GIMNICH DO(MINI) IN SCHMID(T)HEIM CONIV(N)X / FIDELISSIMA ET PROLIVM 4 DECIM / MATER CVI(VS) ANI(M)A REQ(VI)ESCAT IN PACE", Hauptwappen von Harff, silbern mit rotem Schildhaupt, darin ein blauer dreilätziger Turnierkragen, auf dem Helm mit rot-silbernen Decken ein roter Turnierhut, in dessen silbernem Stulp ein blauer und ein silberner Flügel stecken, dazwischen eine Kugel, 4 Ahnenwappen heraldisch rechte Seite: von Harff, von Merode, von Gertzen gen. Sintzig, von Hoensbroech, 4 Ahnenwappen heraldisch linke Seite: von Eltz-Pyrmont, von Eynenberg-Landskron, von Plettenberg, von Pyrmont.
- Grabplatte für Maria Magdalena von Metzenhausen, Inschrift: "A(NN)O D(OMI)NI / 1716 DIE 21 9B(RI)S / RARA PIETATE IN DEO / ET CHARITATE IN P(RO)XIMVM / OBYT P(ER)ILLVSTRIS ET GRA/TIOSA D(OMI)NA M(A)R(I)A MAGDALENA / BEYSSEL DE GYMN(I)CH D(OMI)NA / IN SCHMITD(H)E(I)M ET BOLLAY NATA DE METZENHAVSEN P(ER)ILLVSTRIS ET GEN/(E)ROSI VIRI AV D(OMI)NI WILHELMI FRIDERICI BEIS/SELL DE GYMNICH D(OMI)NI IN SCHMITD(H)E(I)M ET / BOLLAY CHARISSIMA CONIVNX ET 17 / PROLIVM MATER CVIVS PIA A(N)I(M)A R(EQVIESCAT) I(N) P(ACE)", Hauptwappen von Metzenhausen, in Schwarz ein silberner Doppelhaken, 4 Ahnenwappen heraldisch rechte Seite: von Metzenhausen, von Hagen zur Motten, von Schmidtburg, von Schwarzenberg, 4 Ahnenwappen heraldisch linke Seite: von Breidbach-Bürresheim, von Eltz, von Heddesdorff, von Reiffenberg.

## Glocken
| Nr. | Name     | Durchmesser (mm) | Masse (kg, ca.) | Schlagton (HT-1/16) | Gießer                                                      | Gussjahr        |
| --- | -------- | ---------------- | --------------- | ------------------- | ----------------------------------------------------------- | --------------- |
| 1   | Christus | 1090             | 840             | fis' +8             | Hans August Mark, Eifeler Glockengießerei Mark, Brockscheid | 1980            |
| 2   | -        | 0966             | 515             | gis' +8             | Gregorius van Trier, Aachen                                 | 1511            |
| 3   | -        | 0875             | 425             | a' +11              | Gregorius van Trier, Aachen                                 | 1508            |
| 4   | -        | 0790             | 290             | h' +11              | Johann Peter Hausen-Mabilon, Fa. Mabilon & Co., Saarburg    | 1929            |
| 5   | -        | 0451             | 060             | h" +2               | Joiris, Metz                                                | 15. Jahrhundert |

Motiv: Resurrexi